# Cimanes de la Vega
Cimanes de la Vega is een gemeente in de Spaanse provincie León in de regio Castilië en León met een oppervlakte van 26,04 km². Cimanes de la Vega telt 482 inwoners (1 januari 2016).

## Demografische ontwikkeling

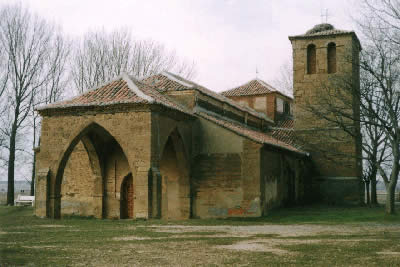
Virgen de la Vega, Cimanes

Bron: INE, 1857-2011: volkstellingen
Opm.: In 1857 werd Villaquejida een zelfstandige gemeente